# Michael Stahl (taekwondo)
Michael Stahl es un deportista australiano que compitió en taekwondo. Ganó una medalla de plata en el Campeonato Asiático de Taekwondo de 1982, en la categoría de –78 kg.

## Palmarés internacional
| Campeonato Asiático | Campeonato Asiático | Campeonato Asiático | Campeonato Asiático |
| Año                 | Lugar               | Medalla             | Categoría           |
| ------------------- | ------------------- | ------------------- | ------------------- |
| 1982                | Singapur (Singapur) | Medalla de plata    | –78 kg              |